# Wilhelmine Müller

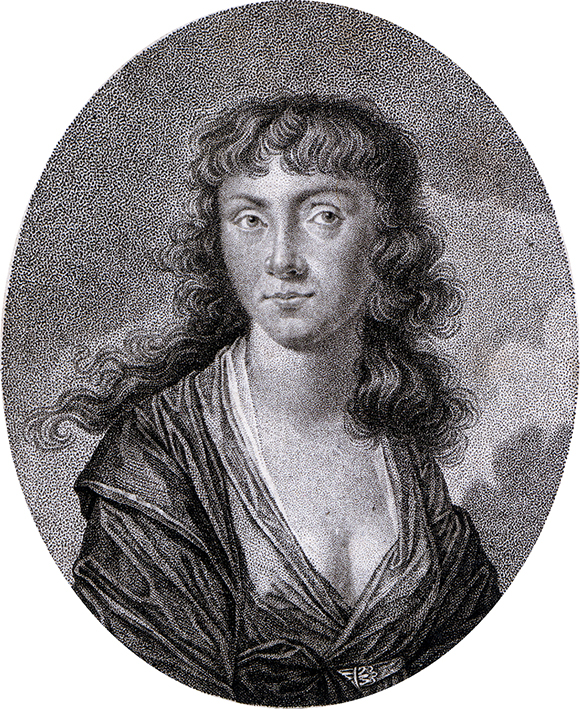
Wilhelmine Müller, geb. Maisch. Kupferstich um 1798

Wilhelmine Müller (geborene Maisch; * 28. August 1767 in Neipperg; † 12. Dezember 1807 in Karlsruhe) war eine deutsche Dichterin und Taschenbuchherausgeberin.

## Leben und Werk

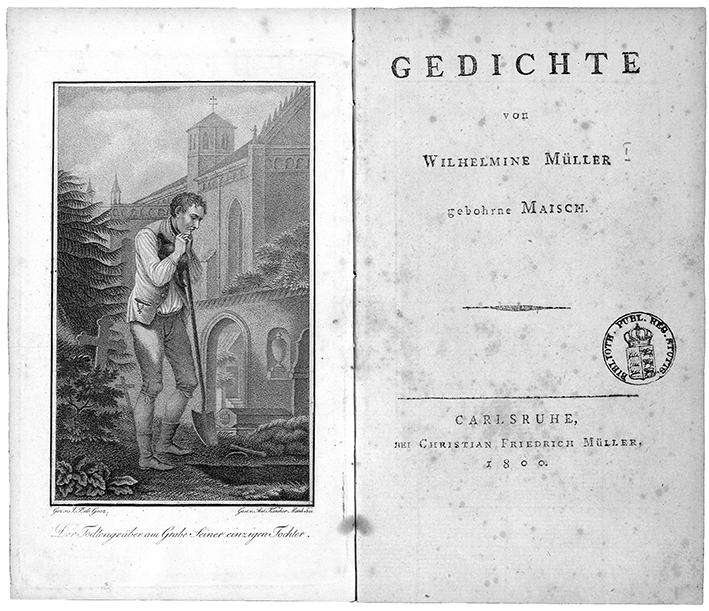
Titelblatt und Titelkupfer der Gedichtsammlung von Wilhelmine Müller, erschienen 1800.

Am 28. August 1767 kam sie als älteste Tochter des Pfarrers Michael Maisch (1737–1801) in Neipperg zur Welt, wo sie ihre Kindheit und frühe Jugend verbrachte. Als Kind verfasste sie bereits erste Verse. Als junge Frau fand sie – gefördert durch den Theologen und Dichter Karl Philipp Conz – Anschluss an den Stuttgarter Dichterkreis. Dort soll sie auch Friedrich Hölderlin kennengelernt haben, dem sie eine Reimepistel gewidmet hat.
Während eines längeren Aufenthalts in Wien machte sie die Bekanntschaft mit dem badischen Phrenologen Franz Joseph Gall. Nach Deutschland zurückgekehrt, heiratete Wilhelmine den Karlsruher Buchdrucker Christian Friedrich Müller (1776–1821). Im Verlag ihres Mannes veröffentlichte sie 1800 und 1806 eine Sammlung ihrer Gedichte. Ferner gab sie bis zu ihrem Tod das Taschenbuch für edle Weiber und Mädchen heraus.
Am 12. Dezember 1807 verstarb Wilhelmine Müller im Alter von 40 Jahren.
Für die damalige Zeit außergewöhnlich ist, dass sich Wilhelmine Müller nicht scheute, selbstbewusst unter ihrem eigenen Namen zu publizieren. Beiträge von ihr finden sich etwa in der von Friedrich Cotta verlegten Flora und dem von Carl Lang herausgegebenen Almanach und Taschenbuch für häusliche und gesellschaftliche Freuden.
Einige Gedichte Müllers machen die Bedeutung von Mädchenbildung zum Thema und werben für eine Gleichberechtigung der Geschlechter. Dem befreundeten Dichter Gottlieb Konrad Pfeffel schreibt sie in einer Epistel: „Ich stürzte kühn und mutig ins Gefechte / Und kämpfte tapfer für des Weibes Rechte.“